# Kleinkahl
Kleinkahl est une commune allemande de Bavière, située dans l'arrondissement d'Aschaffenbourg et le district de Basse-Franconie.

## Géographie

Situation de Kleikahl (en rouge) dans la communauté administrative (en violet) et dans l'arrondissement d'Aschaffenbourg

Kleinkahl est situé dans le massif du Spessart, sur le cours supérieur de la rivière Kahl, affluent du Main, à la limite avec le land de Hasse (arrondissement de Main-Kinzig), à 22 km au nord-est d'Aschaffenbourg.
Kleinkahl fait partie de la communauté d'administration de Schöllkrippen et est composée de cinq villages (population en 2009) :
- Kleinkahl (414)
- Großkahl (389)
- Kleinlaudenbach (215)
- Großlaudenbach (301)
- Edelbach (545)

Communes limitrophes (en commençant par le nord et dans le sens des aiguilles d'une montre) : Biebergemünd, Wiesen, Heinrichsthal, Schöllkrippen et Westerngrund.

## Histoire
Une partie de la commune a jadis appartenu à l'Électorat de Mayence tandis que la partie nord était sous la domination des comtes de Schönborn Lors des bouleversements du début du XIXe siècle, les différents villages ont rejoint la principauté d'Aschaffenbourg puis le royaume de Bavière en 1814. Le statut de commune leur été accordé en 1818 et ils ont alors intégré l'arrondissement d'Alzenau disparu en 1972.
Lors des réformes administratives des années 1970, les communes de Großkahl, Kleinlaudenbach, Großlaudenbach et Edelbach ont été incorporées à celle de Kleinkahl et ont formé l'actuelle commune.

## Démographie
Commune de Kleinkahl dans ses limites actuelles :
| 1910  | 1933  | 1939  | 1970  | 1987  | 2000  | 2003  | 2009  |
| ----- | ----- | ----- | ----- | ----- | ----- | ----- | ----- |
| 1 063 | 1 201 | 1 239 | 1 608 | 1 582 | 1 842 | 1 894 | 1 882 |